# Youthkills
Youthkills ist ein britisches Popduo. Es besteht aus Andy Taylor und James Taylor.
Die beiden Musiker traten zunächst mit Remixen für The Naked and Famous. Sie arbeiteten mit Produzenten wie Xenomania, Flood, Nick Coler, Jaxon Bellina und Chris Potter zusammen.
Im Mai 2013 erschien ihre Debütsingle Time Is Now, die sich in den deutschen Charts platzieren konnte.

## Diskografie

### Singles
- 2013: Time Is Now